# Paweł Lorens
Paweł Lorens (ur. 19 marca 1958 w Bielsku-Białej, zm. 23 września 2010 w szpitalu w Bielsku-Białej) – polski lekkoatleta, który specjalizował się w biegach długodystansowych. Mistrz i reprezentant Polski, trener.

W swej karierze reprezentował barwy klubów:
- MKS "Beskidy" Bielsko-Biała (73-75 r.)
- Wisła Kraków (76-81 r.)
- Górnik Brzeszcze (81-90 r.)

Trzy razy z rzędu, w latach 1983-1985, zdobywał tytuł Mistrza Polski w biegu na 20 km podczas mistrzostw kraju rozgrywanych w Brzeszczach. W sumie zdobył pięć medali Mistrzostw Polski seniorów, w tym trzy złote, jeden srebrny i dwa brązowe.
W 1981 w Madrycie reprezentował barwy Polski na Mistrzostwach Świata w biegach przełajowych na dystansie 12 km. W 1985 zajął 22 miejsce w Rzymie w Pucharze Europy w maratonie.
Pod koniec kariery startował przede wszystkim w biegach maratońskich, m.in. w Melbourne, Rzymie, Tokio, Monachium, Barcelonie. Największe sukcesy na tym dystansie odniósł w 1986 r. zwyciężając w Walencji i w hiszpańskiej Calvii.
W 1998 r. razem z Wacławem Piątkowskim założył w Katowicach klub – "Ekspres" Katowice. Jako trener pracował m.in. reprezentantami Polski: Marzeną Helbik, Januszem Wójcikiem, Arturem Osmanem, Arturem Ociepą, Grzegorzem Głogoszem, Mirosławem Gołębiewskim. 

Paweł Lorens był pomysłodawcą i współorganizatorem międzynarodowego biegu ulicznego "FIAT" w Tychach. Mieszkał w gminie Kozy koło Bielska-Białej.
Dorobek Pawła Lorensa w Mistrzostwach Polski:

5000 m:

8 miejsce – 14:05.15 – 31.08.80 Łódź (zwyc. Ryszard Kopijasz)

10000 m:

7 miejsce - 29:40.91 – 02.07.82 Lublin (zwyc. Bogumił Kuś)

20 km:

3 miejsce - 1:00:51.6 – 04.04.82 Brzeszcze (zwyc. Antoni Niemczak)

1 miejsce - 1:00:20.6 - 10.04.83 Brzeszcze

1 miejsce - 1:01:14 - 08.04.84 Brzeszcze

1 miejsce - 1:00:07.6 - 08.08.85 Brzeszcze

4 miejsce - 1:01:08 - 09.08.86 Brzeszcze (zwyc. Wiktor Sawicki)

2 miejsce - 1:00:15.5 - 29.08.87 Brzeszcze (zwyc. Mirosław Gołębiewski)

Maraton:

5 miejsce - 2:17:11 – 19.05.85 Dębno (zwyc. Ryszard Misiewicz)
Rekordy życiowe Pawła Lorensa:

1500 m - 03:47.50 - 01.06.78 Warszawa

3000 m - 08:08.20 - 18.05.80 Zabrze

3000 m prz. - 08:48.40 - 09.07.78 Warszawa

5000 m - 13:57.34 - 18.06.81 Warszawa

10000 m - 29:02.48 - 21.08.82 Sopot

20 km - 1:00.07,6 - 08.08.85 Brzeszcze

Maraton - 2:13.05 - 28.09.86 Berlin
Rozwój kariery Pawła Lorensa w maratonie:

31.10.82 - Budapeszt - 2:16:02

30.10.83 - Budapeszt - 2:17:18

30.09.84 - Berlin - 2:14:53

13.04.85 - Blad - 2:14:25

28.09.86 - Berlin - 2:13:05

10.05.87 - Londyn - 2:13:46

17.06.89 - Duluth - 2:20:00

18.03.90 - Barcelona - 2:19:51
10 najlepszych wyników Pawła Lorensa w maratonie:

2:16:31 - 1 miejsce - 16.02.86 - Walencja

2:16:05 - 1 miejsce - 14.12.86 - Calvia

2:16:17 - 2 miejsce - 27.09.87 - Montreal

2:16:02 - 3 miejsce - 31.10.82 - Budapeszt

2:14:53 - 3 miejsce - 30.09.84 - Berlin

2:14:25 - 3 miejsce - 14.04.85 - Maassluis

2:17:18 - 4 miejsce - 30.10.83 - Budapeszt

2:17:11 - 5 miejsce - 19.05.85 - Dębno

2:13:05 - 6 miejsce - 28.09.86 - Berlin

2:13:46 - 15 miejsce - 10.05.87 - Londyn